# Kostenec
Kostenec (búlgaro:Костенец) é uma cidade da Bulgária, localizada no distrito de Sófia. A sua população era de 7,169 habitantes segundo o censo de 2010.

## População
| Kostenec | Kostenec | Kostenec | Kostenec | Kostenec | Kostenec | Kostenec | Kostenec | Kostenec | Kostenec | Kostenec | Kostenec | Kostenec | Kostenec | Kostenec | Kostenec | Kostenec | Kostenec | Kostenec | Kostenec |
| --- | -------- | -------- | -------- | -------- | -------- | -------- | -------- | -------- | -------- | -------- | -------- | -------- | -------- | -------- | -------- | -------- | -------- | -------- | -------- |
| Ano | 1887     | 1910     | 1934     | 1946     | 1956     | 1965     | 1975     | 1985     | 1992     | 2001     | 2002     | 2003     | 2004     | 2005     | 2006     | 2007     | 2008     | 2009     | 2010     |
| População |          |          |          | …        | …        | 7,887    | 10,495   | 11,038   | 10,866   | 9,954    | 9,895    | 9,772    | 9,594    | 9,365    | 9,207    | 7,498    | 7,364    | 7,279    | 7,169    |
| Fontes: Instituto Nacional de Estatísticas, „citypopulation.de“, „pop-stat.mashke.org“, Bulgarian Academy of Sciences |          |          |          |          |          |          |          |          |          |          |          |          |          |          |          |          |          |          |          |